# Nick Dasovic
Nick Robert Dasovic (Vancouver, Columbia Británica, Canadá, 5 de diciembre de 1968) es un exfutbolista y entrenador canadiense. Jugó como mediocampista. Actualmente es el entrenador del Vancouver Whitecaps Sub-23 de la USL Premier Development League.
Actualmente es miembro de Canada Soccer Hall of Fame desde 2011.

## Selección nacional
Ha sido internacional con la selección de fútbol de Canadá, disputó 63 partidos internacionales y marcó dos goles. Participó en la Copa FIFA Confederaciones 2001. También jugó la Copa de Oro en 1993, 2002 y 2003.

### Participaciones en la Copa de Oro de la Concacaf
| Copa                            | Sede                   | Resultado    |
| ------------------------------- | ---------------------- | ------------ |
| Copa de Oro de la Concacaf 1993 | Estados Unidos         | Primera fase |
| Copa de Oro de la Concacaf 2002 | Estados Unidos         | Tercer lugar |
| Copa de Oro de la Concacaf 2003 | Estados Unidos/ México | Primera fase |

### Participaciones en la Copa FIFA Confederaciones
| Copa                           | Sede  | Resultado    |
| ------------------------------ | ----- | ------------ |
| Copa FIFA Confederaciones 2001 | Japón | Primera fase |

## Clubes

### Como jugador
| Club                | País           | Año         |
| ------------------- | -------------- | ----------- |
| Dinamo Zagreb       | Croacia        | 1989 - 1991 |
| North York Rockets  | Estados Unidos | 1991 - 1992 |
| Croatia Zagreb      | Croacia        | 1992 - 1993 |
| Montreal Impact     | Canadá         | 1993 - 1994 |
| Vancouver 86ers     | Canadá         | 1995        |
| Stade Briochin      | Francia        | 1995 - 1996 |
| Vancouver 86ers     | Canadá         | 1996        |
| Trelleborgs FF      | Suecia         | 1996        |
| St. Johnstone       | Escocia        | 1996 - 2002 |
| Vancouver Whitecaps | Canadá         | 2002 - 2005 |

### Como entrenador
| Club                                            | País           | Año           |
| ----------------------------------------------- | -------------- | ------------- |
| Vancouver Whitecaps (entrenador adjunto)        | Canadá         | 2005          |
| Vancouver Whitecaps (Reservas)                  | Canadá         | 2006          |
| Selección sub-20 de Canadá (entrenador adjunto) | Canadá         | 2006 − 2007   |
| TFC Academy                                     | Canadá         | 2008          |
| Selección de Canadá (ayudante técnico)          | Canadá         | 2008          |
| Toronto FC (ayudante técnico)                   | Canadá         | 2009          |
| Selección sub-17 de Canadá (ayudante técnico)   | Canadá         | 2010          |
| Toronto FC (interino)                           | Canadá         | 2010          |
| Selección sub-20 de Canadá                      | Canadá         | 2011 − 2013   |
| San Jose Earthquakes (entrenador adjunto)       | Estados Unidos | 2013-2014     |
| Simon Fraser University (entrenador adjunto)    | Canadá         | 2018          |
| Vancouver Whitecaps Sub-23                      | Canadá         | 2019-presente |